# Jeghegnadsor

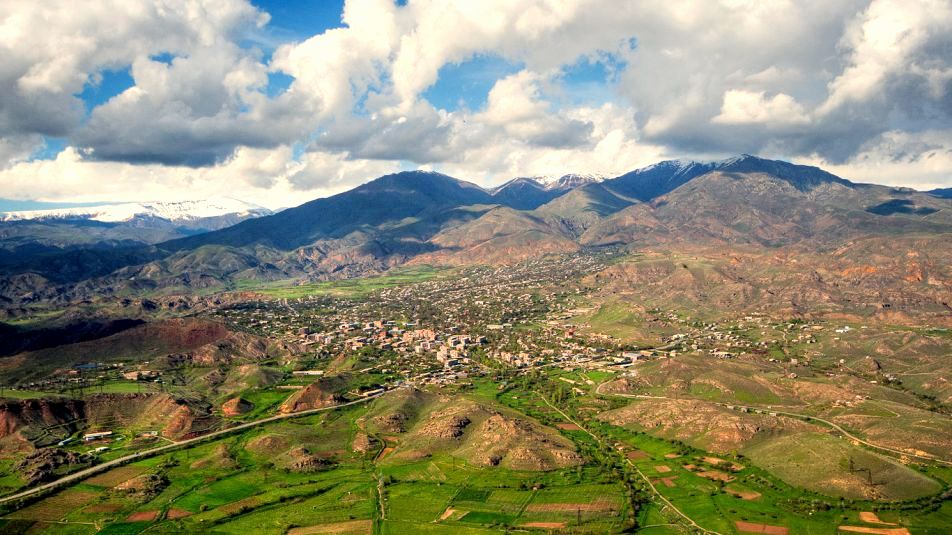
Jeghegnadsor (2011)

Jeghegnadsor (armenisch Եղեգնաձոր) ist die Hauptstadt der armenischen Provinz Wajoz Dsor. Sie ist für den regionalen Wein, der in dieser Gegend hergestellt wird, bekannt.

## Lage
Jeghegnadsor liegt im Tal des Arpa auf einer Höhe von 1184 Metern etwa zwei Kilometer nördlich des Flusses an der einzigen Schnellstraße (M2), die Jerewan mit dem Süden des Landes verbindet. Vier Kilometer westlich der Stadt in Richtung Areni zweigt die M10 nach Norden ab und führt an Schatin vorbei über den 2410 Meter hohen Selim-Pass zum Südufer des Sewansees. Eine Nebenstraße verbindet die Stadtmitte mit dem höher gelegenen nördlichen Vorort Gladzor und mit dem fünf Kilometer entfernten Dorf Wernaschen. Der Weg zum ehemaligen Kloster Spitakavor in den Bergen zweigt nordwärts ab. Fünf Kilometer östlich von Wernaschen erreicht die Straße das ehemalige Kloster Tanahat, das vermutlich mit der mittelalterlichen Gladzor-Universität identisch ist. Die nächste Kleinstadt Wajk an der M2 nach Südosten ist 14 Kilometer entfernt.

## Sport
- Arpa Jeghegnadsor – Fußballverein